# Ryo Komiya
Ryo Komiya es un deportista japonés que compitió en vela en la clase 470. Ganó una medalla de oro en el Campeonato Mundial de 470 de 1979.

## Palmarés internacional
| Campeonato Mundial | Campeonato Mundial       | Campeonato Mundial | Campeonato Mundial |
| Año                | Lugar                    | Medalla            | Clase              |
| ------------------ | ------------------------ | ------------------ | ------------------ |
| 1979               | Medemblik (Países Bajos) | Medalla de oro     | 470                |